# Taverniera aegyptiaca
Taverniera aegyptiaca är en ärtväxtart som beskrevs av Pierre Edmond Boissier. Taverniera aegyptiaca ingår i släktet Taverniera och familjen ärtväxter. Inga underarter finns listade i Catalogue of Life.